# Farkhat Charipov
Farkhat Charipov (russe : Фарха́т Шари́пов), né le 4 décembre 1983 à Alma-Ata en RSS kazakhe, est un réalisateur, scénariste et producteur de cinéma et de télévision soviétique puis kazakh.

## Biographie
Diplômé de l'Académie nationale des arts du Kazakhstan à Almaty et de la New York Film Academy. Il a fait ses débuts avec le long métrage Skaz o rozovom zaïtse (2010, litt. « L'Histoire du lapin rose »), qui a remporté un grand succès dans les salles kazakhes et a donné une impulsion au développement du cinéma local. Charipov reçoit pour ce film le prix Koulaguer (Кулагер) du meilleur réalisateur de l'Union des cinéastes du Kazakhstan,. Avec ses suites 18 kHz (ru) en 2020 et Skhema en 2022, Skaz o rozovom zaïtse forme une trilogie sur la jeunesse kazakhe post-soviétique,.

## Filmographie

### Réalisateur
- 2007 : Strij (Стриж)
- 2010 : Skaz o rozovom zaïtse (ru) (Сказ о розовом зайце)
- 2011 : Serdtse moio — Astana (Сердце моё — Астана)
- 2013 : Inoplanetiane ni pri tchiom (Инопланетяне ни при чём)
- 2018 : Trening litchnostnogo rosta (Тренинг личностного роста)
- 2020 : 18 kHz (ru) (18 килогерц)
- 2022 : Skhema (Схема)
- 2025 : Evakouatsia (Эвакуация)